# پائولو بارتولومی
پائولو بارتولومی (انگلیسی: Paolo Bartolomei؛ زادهٔ ۲۱ اوت ۱۹۸۹) بازیکن فوتبال اهل ایتالیا است.
از باشگاه‌هایی که در آن بازی کرده‌است می‌توان به باشگاه فوتبال اسپتزیا اشاره کرد.